# Napoleon (Dakota du Nord)
Pour les articles homonymes, voir Napoléon (homonymie).
La ville de Napoleon est le siège du comté de Logan, dans l’État du Dakota du Nord, aux États-Unis. Sa population, qui s’élevait à 792 habitants lors du recensement de 2010, est estimée à 752 habitants en 2019.

## Histoire
La ville a été fondée en 1886 et nommée en hommage à Napoleon Goodsill, un agent immobilier originaire de Steele qui a assuré la promotion du site.

## Démographie
| Groupe            | Napoleon | Dakota du Nord | États-Unis |
| ----------------- | -------- | -------------- | ---------- |
| Blancs            | 98,4     | 90,0           | 72,4       |
| Amérindiens       | 0,6      | 5,4            | 0,9        |
| Métis             | 0,6      | 1,8            | 2,9        |
| Autres            | 0,4      | 2,8            | 23,8       |
| Total             | 100      | 100            | 100        |
|                   |          |                |            |
| Latino-Américains | 1,0      | 2,0            | 16,7       |

Selon l'American Community Survey, pour la période 2011-2015, 83,4 % de la population âgée de plus de 5 ans déclare parler l'anglais à la maison et 16,6 % déclare parler l'allemand.
| 1920 | 1930 | 1940 | 1950  | 1960  | 1970  |
| ---- | ---- | ---- | ----- | ----- | ----- |
| 554  | 709  | 982  | 1 070 | 1 078 | 1 036 |

| 1980  | 1990 | 2000 | 2010 | - | - |
| ----- | ---- | ---- | ---- | - | - |
| 1 103 | 930  | 857  | 792  | - | - |

## Climat
Selon la classification de Köppen, Napoleon a un climat continental humide, noté Dfb .
| Mois                              | jan.  | fév.  | mars | avril | mai  | juin | jui. | août | sep. | oct. | nov. | déc.  |
| --------------------------------- | ----- | ----- | ---- | ----- | ---- | ---- | ---- | ---- | ---- | ---- | ---- | ----- |
| Température minimale moyenne (°C) | −17,4 | −14,8 | −7,8 | −0,9  | 5,8  | 11,3 | 14,3 | 13,2 | 7,4  | 0,2  | −7,5 | −14,7 |
| Température maximale moyenne (°C) | −6,4  | −3,7  | 2,9  | 12,5  | 19,3 | 24,1 | 28   | 27,4 | 21,4 | 13,3 | 3,3  | −4,5  |